# Arcella
Arcella es uno de los géneros de amoebozoa que producen conchas o testas compuestas por materiales orgánicos. La testa posee una abertura a través de la cual salen los seudópodos. Es una especie dulceícola que abunda en ambientes donde se producen procesos de nitrificación.
La especie tipo es Arcella vulgaris Ehrenberg, 1832. Comprende alrededor de 50 especies, junto a muchas variedades.